# لياندرو برناردي سيلفا
لياندرو برناردي سيلفا (بالبرتغالية: Leandro Bernardi Silva‏) (6 أكتوبر 1979 في البرازيل - ) هو لاعب كرة قدم برازيلي في مركز الدفاع. لعب مع النادي الأهلي ونادي أفاي لكرة القدم ونادي بارانا ونادي بونتي بريتا ونادي كوريتيبا ونادي بايساندو ‏ وإيتومبيارا سبورت ‏ وAssociação Desportiva Atlética do Paraná ‏ وأداب غالو مارينجا ‏ وأمريكا دي ناتال ‏ ونادي دايجو ونادي أوساسكو وCianorte Futebol Clube ‏ وToledo Esporte Clube ‏ وسنترو سبورتيفو ألاغوانو.

## وصلات خارجية
- لياندرو برناردي سيلفا على موقع دوري كوريا الجنوبية (الإنجليزية)
- لياندرو برناردي سيلفا على موقع Soccerway.com (الإنجليزية)